# Juan Ignacio Sills
Juan Ignacio Sills (San Antonio de Areco, Argentina, 4 de mayo de 1987) es un futbolista argentino. Es un jugador polifuncional de características defensivas, con énfasis en el puesto de defensor central y mediocampista central. Actualmente se desempeña en Aldosivi de la Liga Profesional, máxima categoría del fútbol argentino.

## Trayectoria
Jugó infantiles y divisiones inferiores en Club San Patricio de San Antonio de Areco, fue a acompañar a un amigo para probarse en Vélez Sársfield, el también se probó y fue aceptado por el club. Formado en las divisiones juveniles de Vélez Sársfield, inició su carrera internacional y profesional en el año 2008 cuando este club lo cedió en calidad de préstamo a la Liga Deportiva Alajuelense de la primera división de Costa Rica.
Regresó a Vélez en 2009. En julio de 2010 hizo su primer entrenamiento de pretemporada con el primer equipo de Vélez. Sin embargo sufrió lesión de ligamento cruzado en una de sus rodillas, la misma le hizo perder todo el torneo Apertura 2010. Ya en el año 2011, tuvo mayor participación en el plantel de primera división, llegando a ser tenido en cuenta para ser titular en algunos cotejos del ámbito local, y viajar con la delegación titular a los partidos internacionales. Luego de que finalizara el Torneo Apertura 2011, fue cedido a préstamo al club Instituto, donde jugó todo el torneo 2012.
El 2 de julio de 2013, es presentado en el club Universidad de Chile, donde luego se le convoca para todos los siguientes partidos del club. El 22 de septiembre de 2013, en un partido frente a Audax Italiano válido por el Torneo Apertura 2013, Sills marca su primer gol en el club en el minuto 54, dándole la victoria a Universidad de Chile por 2-0. Posteriormente marca un gol frente a Unión Española, partido donde sufriría una lesión que lo dejaría fuera de las canchas por seis meses.
En 2024 se incorporó a Aldosivi de Mar del Plata que transitaba la Primera B Nacional. El 3 de noviembre de 2024, integrando el plantel de Aldosivi, logra el ascenso a la Primera División de Argentina. 

## Estadísticas
Actualizado al 3 de noviembre de 2024

| Vélez Argentina              | 1.ª           | 2007-08       | 0   | 0 | 0 | 0 | —  | — | 0   | 0 | 0    |  |  |  |
| Vélez Argentina              | 1.ª           | 2008-09       | 0   | 0 | 0 | 0 | 0  | 0 | 0   | 0 | 0    |  |  |  |
| Vélez Argentina              | 1.ª           | 2009-10       | 0   | 0 | 0 | 0 | 0  | 0 | 0   | 0 | 0    |  |  |  |
| Vélez Argentina              | 1.ª           | 2010-11       | 2   | 0 | 0 | 0 | 0  | 0 | 2   | 0 | 0    |  |  |  |
| Vélez Argentina              | 1.ª           | 2011-12       | 1   | 0 | 0 | 0 | 1  | 0 | 2   | 0 | 0    |  |  |  |
| Vélez Argentina              | 1.ª           | 2012-13       | 15  | 0 | 0 | 0 | 4  | 0 | 19  | 0 | 0    |  |  |  |
| Vélez Argentina              | Total         | Total         | 18  | 0 | 0 | 0 | 5  | 0 | 23  | 0 | 0    |  |  |  |
| Alajuelense · Costa Rica     | 1.ª           | 2008          | 29  | 1 | 0 | 0 | 2  | 0 | 31  | 1 | 0.03 |  |  |  |
| Alajuelense · Costa Rica     | Total         | Total         | 29  | 1 | 0 | 0 | 2  | 0 | 31  | 1 | 0.03 |  |  |  |
| Instituto Argentina          | 2.ª           | 2011-12       | 21  | 0 | 0 | 0 | —  | — | 21  | 0 | 0    |  |  |  |
| Instituto Argentina          | 2.ª           | 2019-20       | 18  | 0 | 1 | 0 | —  | — | 19  | 0 | 0    |  |  |  |
| Instituto Argentina          | 2.ª           | 2020          | 8   | 0 | 0 | 0 | —  | — | 8   | 0 | 0    |  |  |  |
| Instituto Argentina          | Total         | Total         | 47  | 0 | 1 | 0 | 0  | 0 | 48  | 0 | 0    |  |  |  |
| Universidad de Chile · Chile | 1.ª           | 2013-14       | 9   | 2 | 0 | 0 | 5  | 0 | 14  | 2 | 0.14 |  |  |  |
| Universidad de Chile · Chile | Total         | Total         | 9   | 2 | 0 | 0 | 5  | 0 | 14  | 2 | 0.14 |  |  |  |
| Olimpo Argentina             | 1.ª           | 2014          | 18  | 1 | 0 | 0 | 0  | 0 | 18  | 1 | 0.06 |  |  |  |
| Olimpo Argentina             | 1.ª           | 2015          | 11  | 1 | 0 | 0 | 0  | 0 | 11  | 1 | 0.09 |  |  |  |
| Olimpo Argentina             | 1.ª           | 2016          | 13  | 0 | 0 | 0 | 0  | 0 | 13  | 0 | 0    |  |  |  |
| Olimpo Argentina             | Total         | Total         | 42  | 2 | 1 | 0 | 0  | 0 | 43  | 2 | 0.05 |  |  |  |
| Newell's Old Boys Argentina  | 1.ª           | 2016-17       | 19  | 0 | 0 | 0 | 0  | 0 | 19  | 0 | 0    |  |  |  |
| Newell's Old Boys Argentina  | 1.ª           | 2017-18       | 18  | 0 | 1 | 0 | 2  | 0 | 21  | 0 | 0    |  |  |  |
| Newell's Old Boys Argentina  | 1.ª           | 2018-19       | 6   | 0 | 1 | 0 | 0  | 0 | 7   | 0 | 0    |  |  |  |
| Newell's Old Boys Argentina  | Total         | Total         | 43  | 0 | 2 | 0 | 2  | 0 | 47  | 0 | 0    |  |  |  |
| Huracán Argentina            | 1.ª           | 2018-19       | 2   | 0 | 2 | 0 | 2  | 0 | 6   | 0 | 0    |  |  |  |
| Huracán Argentina            | Total         | Total         | 2   | 0 | 2 | 0 | 2  | 0 | 6   | 0 | 0    |  |  |  |
| Ferro Carril Oeste Argentina | 2.ª           | 2021          | 25  | 0 | 0 | 0 | —  | — | 25  | 0 | 0    |  |  |  |
| Ferro Carril Oeste Argentina | Total         | Total         | 25  | 0 | 0 | 0 | 0  | 0 | 25  | 0 | 0    |  |  |  |
| Deportes Iquique · Chile     | 2ª            | 2022          | 28  | 0 | 0 | 0 | —  | — | 28  | 0 | 0    |  |  |  |
| Deportes Iquique · Chile     | Total         | Total         | 28  | 0 | 0 | 0 | 0  | 0 | 28  | 0 | 0    |  |  |  |
| Deportes Copiapó · Chile     | 1.ª           | 2023          | 26  | 0 | 0 | 0 | —  | — | 26  | 0 | 0    |  |  |  |
| Deportes Copiapó · Chile     | Total         | Total         | 26  | 0 | 0 | 0 | 0  | 0 | 26  | 0 | 0    |  |  |  |
| Aldosivi Argentina           | 2.ª           | 2024          | 29  | 1 | 0 | 0 | —  | — | 29  | 1 | 0.03 |  |  |  |
| Aldosivi Argentina           | Total         | Total         | 29  | 1 | 0 | 0 | 0  | 0 | 26  | 1 | 0.03 |  |  |  |
| Total carrera                | Total carrera | Total carrera | 276 | 6 | 6 | 0 | 16 | 0 | 300 | 6 | 0.02 |  |  |  |
|                              |               |               |     |   |   |   |    |   |     |   |      |  |  |  |

## Palmarés
| Título           | Club                   | País      | Año     |
| ---------------- | ---------------------- | --------- | ------- |
| Primera División | Vélez Sársfield        | Argentina | C-2011  |
| Primera División | Vélez Sársfield        | Argentina | I-2012  |
| Primera División | Vélez Sársfield        | Argentina | 2012-13 |
| Primera Nacional | Club Atlético Aldosivi | Argentina | 2024    |